# Jonkowo
Jonkowo (Jonkendorf fino al 1945) è un comune rurale polacco del distretto di Olsztyn, nel voivodato della Varmia-Masuria.
Ricopre una superficie di 168,19 km² e nel 2004 contava 5 361 abitanti.